# Шиванда
Шива́нда (рос. Шиванда) — село у складі Шилкинського району Забайкальського краю, Росія. Входить до складу Первомайського міського поселення.
Стара назва — Курорт Шиванда.

## Населення
Населення — 106 осіб (2010; 168 у 2002).
Національний склад (станом на 2002 рік):
- росіяни — 97 %